# 1282年
| 千纪： | 2千纪 |
| 世纪： | 12世纪 \| 13世纪 \| 14世纪                                                                                 |
| 年代： | 1250年代 \| 1260年代 \| 1270年代 \| 1280年代 \| 1290年代 \| 1300年代 \| 1310年代                           |
| 年份： | 1277年 \| 1278年 \| 1279年 \| 1280年 \| 1281年 \| 1282年 \| 1283年 \| 1284年 \| 1285年 \| 1286年 \| 1287年 |
| 纪年： | 壬午年（马年）；元至元十九年；越南紹寳四年；日本弘安五年                                                   |

## 大事记
- 元朝
  - 武官王著聯絡僧人高和尚，趁世祖北往上都刺殺阿合馬。
- 欧洲
  - 哈布斯堡家族获得奥地利大公的公爵，哈布斯堡家族持續統治奧地利直到1780年瑪麗亞·特蕾莎去世。
  - 在拜占庭皇帝米海爾八世的鼓動下，西西里島爆發反對法國安茹王朝查理一世統治的西西里晚禱，促使亞拉岡王國佩德羅三世入侵西西里，法國王室與阿拉貢君主爆發西西里晚禱戰爭。
  - 倫敦和布魯日的漢薩同盧貝克和漢堡等城市的漢薩合為單一的合作團體。
  - 勝利者德米特里的三弟安德烈三世·亞歷山德羅維奇趁兄長領兵在外之際，突然發動叛亂，自稱全羅斯大公。

## 出生
- 路易四世，神圣罗马帝国皇帝（逝世于1347年，65岁）

## 逝世
- 4月1日——阿八哈，伊儿汗国君主（出生于1234年，48岁）
- 12月11日——迈克尔八世，拜占庭帝国皇帝（出生于1224年，58岁）
- 阿合馬，元朝色目人，元世祖忽必烈時的近臣之一，官至中書平章政事，主政十多年。